# M1917
Lahki tank M1917 je bil ameriški tank med obema svetovnima vojnama.

## Zgodovina
M1917 je bil licenčna kopija tanka Renault FT-17. Ameriška verzija je imela nekaj izboljšav, med njimi v celoti jekleno konstrukcijo, nov motor in ameriško oborožitev. Tanki M1917 so bili prvotno oboroženi s puškomitraljezom Marlin, kasneje so jih zamenjali Browning M1919. Skupaj je bilo narejenih 952 tankov. Od tega jih je 374 imelo 37-mm top, 526 je bilo oboroženih s puškomitraljezom in 50 neoboroženih ter opremljenih z radijsko opremo.

## Verzije
- M1917
- M1917A1: verzija z motorjem Franklin series 145.